# José María López Campello
José María López Campello (Elche, 1861-Alicante, 1933) fue un médico y publicista español.

## Biografía
Nació en 1861 en Elche. De ideología republicana, se relacionó con Manuel Ruiz Zorrilla.Como médico se especializó en gastropatologías. López Campello, que fue secretario del Instituto Rubio, falleció en 1933 en Alicante. Fue autor de folletos políticos, además de corresponsal en Elche de El Liberal de Madrid y El Popular de Málaga (1903).